# Adam Buddle
Adam Buddle (1662–1715) va ser un clergue i botànic anglès.
Nasqué a Deeping St James, un petit poble prop de Peterborough, Buddle va rebre educació al College de St Catharine, Cambridge, on va aconseguir la titulació de Master of Arts (Oxbridge i Dublin) el 1665. Va ser ordenat sacerdot per l'Església d'Anglaterra i va residir a North Fambridge, prop de Maldon, Essex, el 1703. Va ser una autoritat en briòfits. Va compilar una nova English Flora, completada el 1708, però mai publicada.
Linnaeus va donar nom al gènere Buddleja en el seu honor.
La signatura com a botànic és:Buddle